# U.S. Pro Tennis Championships 1988
Lo U.S. Pro Tennis Championships 1988  è stato un torneo di tennis giocato sulla terra rossa. È stata la 61ª edizione del torneo, che fa parte del Nabisco Grand Prix 1988. Il torneo si è giocato al Longwood Cricket Club di Boston negli USA, dal 4 al 10 luglio 1988.

## Campioni

### Singolare maschile
Thomas Muster ha battuto in finale  Lawson Duncan con il punteggio di 6–2, 6–2

### Doppio maschile
Jorge Lozano /  Todd Witsken hanno battuto in finale  Bruno Orešar /  Jaime Yzaga con il punteggio di 6–2, 7–5